# 체스네키 줄러

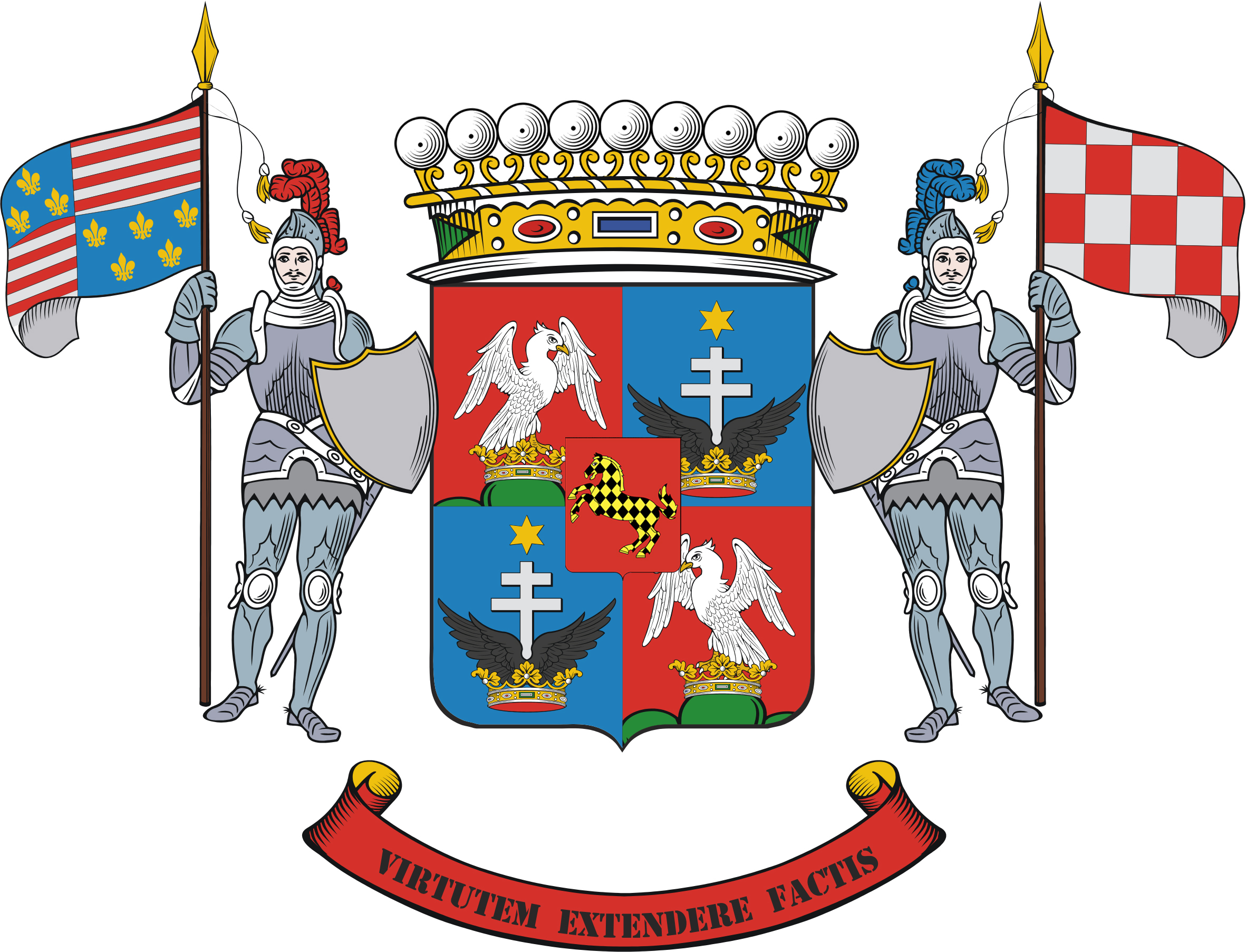
체스네키 줄러의 문장

체스네키 줄러 이슈트반(헝가리어: Cseszneky Gyula István (1914년 6월 28일 ~ 1970년)은 마케도니아와 헝가리의 귀족이다.
체스네키 줄러 이슈트반은 체스나키가(Cseszneky) 출신의 백작이다. 원래는 로마 가톨릭교회의 사제가 되기를 원했지만 나중에 군인이 되기로 결심했다. 이탈리아의 군사학교에 재학하면서 본콤파니 가문(Boncompagni)의 지원을 받았으며, 이탈리아 문학에 심취하면서부터 가브리엘레 단눈치오의 문학 작품들을 헝가리어로 번역했다.
1940년 제2차 빈 중재에 따라 헝가리 왕국에 편입된 트란실바니아 북부에서 예비역 장교로 복무했으며, 헝가리의 섭정을 역임하고 있던 호르티 미클로시로부터 기사(Vitéz) 칭호를 받았다. 1941년에는 크로아티아 독립국의 토미슬라브 2세(Tomislav II) 국왕으로부터 부관(Aide-de-camp) 칭호를 받았다.
체스네키 백작은 군주주의와 반공주의를 지지했지만 나치즘, 반유대주의를 반대했다. 크로아티아, 헝가리에 거주하던 유대인들을 구출한 성과를 기록했기 때문에 독일의 비밀경찰인 게슈타포로부터 감시 대상에 오르기도 했다. 또한 이스라엘 건국 이후에 이스라엘은 추축국 국가 출신이었던 그의 유대인 구출을 인정하기도 했다. 그러나 이런 그의 행적과는 별개로 전쟁이 끝난 이후 아르헨티나, 브라질로 이주해 1970년에 브라질에서 생을 마감했다.